# Broncología

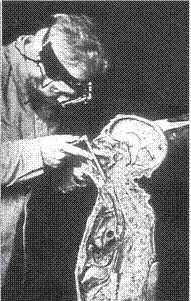
Gustave Killian demostrando su novedosa técnica de broncoscopia en un cadáver (c. 1921)

Por broncología se conoce una rama de la neumología dedicada al estudio, diagnóstico y tratamiento de las afecciones bronquiales. 

El personal especializado de una unidad de broncología utiliza diversos procedimientos de exploración endoscópica mediante instrumentos como el broncoscopio rígido, el broncofibroscopio, el videobroncoscopio flexible o la ecografía bronquial para la visualización de las vías respiratorias, y técnicas avanzadas como la autofluorescencia, el láser, el electrocauterio, la crioterapia, terapia fotodinámica o la   braquiterapia para la posterior aplicación de medidas terapéuticas.